# Küllstedt
Küllstedt – miejscowość i gmina w Niemczech, w kraju związkowym Turyngia, w powiecie Eichsfeld, siedziba wspólnoty administracyjnej Westerwald-Obereichsfeld.

## Współpraca
Miejscowość partnerska:
- Walldürn, Badenia-Wirtembergia